# Zelia semirufa
Zelia semirufa là một loài ruồi trong họ Tachinidae.